# کنت ای. آیورسن
کِنِت ای آیوِرسن (انگلیسی: Kenneth E. Iverson؛ زاده ۱۷ دسامبر ۱۹۲۰ – درگذشته ۱۹ اکتبر ۲۰۰۴) یک دانشمند رایانه کانادایی بود که به خاطر توسعه زبان برنامه‌نویسی APL مشهور شد.
او در سال ۱۹۷۹ مفتخر به دریافت جایزه تورینگ برای تلاش پیشگامانه‌ی او در زبان‌های برنامه‌نویسی و نمادهای ریاضی که منجر به چیزی شد که حوزه محاسبات اکنون آن را APL می‌شناسد، شد.